# Мадрасское президентство

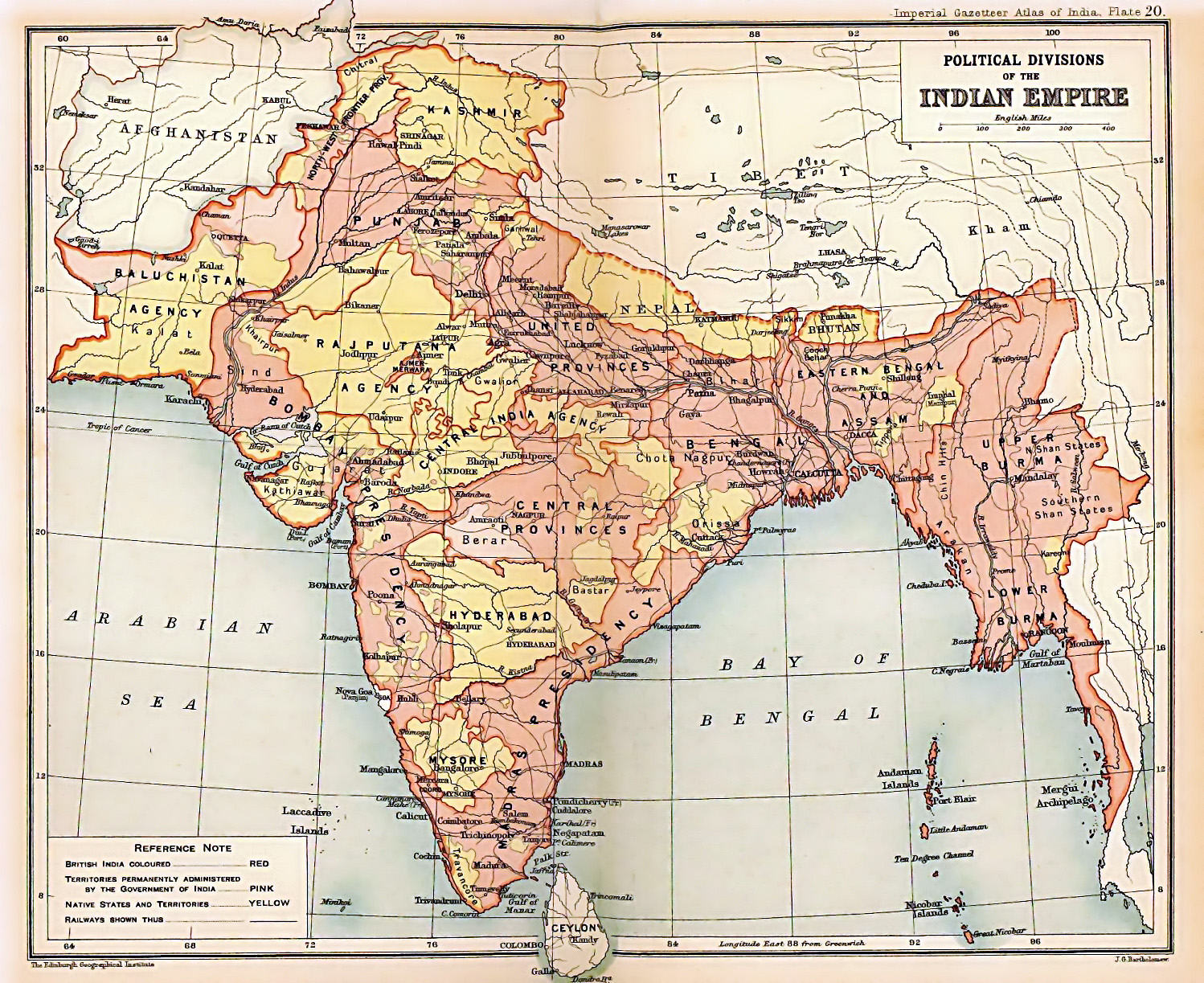
Мадрасское президентство на карте Британской Индии

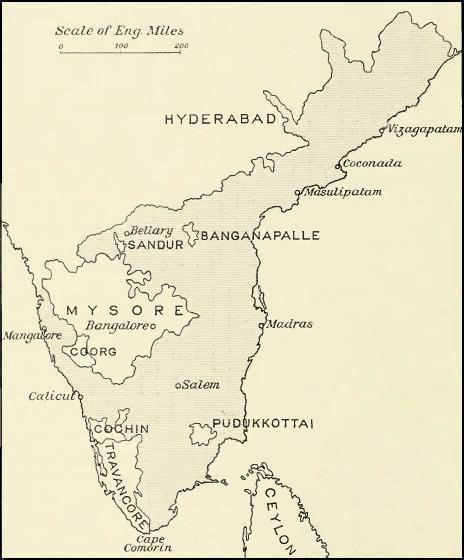
Схема президентства, 1913 год

Мадрасское президентство (англ. Madras Presidency, тамил. சென்னை மாகாணம், телугу: చెన్నపురి సంస్థానము, малаялам: മദ്രാസ് പ്രസിഡന്സി, каннада: ಮದ್ರಾಸ್ ಪ್ರೆಸಿಡೆನ್ಸಿ) — административная единица Британской Индии. Занимало значительную часть юга страны. В своём наиболее расширенном состоянии президентство включало территорию современного штата Тамилнад, Малабарское побережье Кералы, прибрежные районы Андхра-Прадеш, южные районы штата Орисса, некоторые районы Карнатаки. Зимняя столица президентства размещалась в городе Мадрас, летняя — в Ути.

## История

### До английского правления
Находки дольменов в этой части субконтинента свидетельствуют о том, что люди жили здесь ещё в каменном веке. Первые известные правители северной части будущего президентства были из тамильской династия Пандья (230 г. до н. э. — 102 г. н. э.). После упадка Пандьев и Чолов страна была завоевана малоизвестным народом Калабхрас. Страна восстановилась при последующей династии Паллавов, и её цивилизация достигла пика, когда поздние короли Телугу начали захватывать обширные территории в Тамилнаде.
После завоевания Мадурая Маликом Кафуром в 1311 году наступило короткое затишье, когда и культура, и цивилизация начали приходить в упадок. Территории тамилов и телугу восстановились под властью империи Виджаянагар, основанной в 1336 году. После распада империи страна была разделена между многочисленными султанами, полигарами и европейскими торговыми компаниями.
Юго-западные районы президентства, которые вместе составляют Тулу-Наду и Кералу, отличаются от восточных районов по языку, культуре и истории.

### Ранние английские торговыефактории(1600—1643)
31 декабря 1600 года английская королева Елизавета I выдала группе английских купцов хартию на создание акционерной компании, которая стала известна как Ост-Индская компания. Впоследствии, во время правления короля Якова I, сэр Уильям Хокинс и сэр Томас Ро вели переговоры с императором Великих Моголов Джахангиром о разрешении на создание торговых факторий в Индии от имени компании.
Первые фактории появились в Сурате на западном побережье и в Масулипатаме на восточном побережье страны. Масулипатам — старейший английский торговый пост на восточном побережье Индии, датируемый 1611 годом.
В 1625 году была основана ещё одна фактория в Армагоне, в нескольких милях к югу, после чего обе фактории перешли под контроль агентства, расположенного в Масилипатнаме. Английские власти решили перенести поселения дальше на юг из-за нехватки хлопчатобумажной ткани — основного предмета торговли на восточном побережье в то время. Проблема усугубилась, когда султан Голконды начал притеснять местных офицеров. Глава Ост-Индской компании Фрэнсис Дей (1605—1673) был направлен на юг, и после переговоров с раджой Чандрагири он в 1639 году получил земельный надел для создания фабрики в деревне Мадраспатам, где в 1640 году был построен Форт Св. Георгия (форт Сент-Джордж).
Для управления новым поселением было создано агентство (Agency of Fort St George), первым управляющем которого был назначен Эндрю Коган из Масулипатама. Все агентства на восточном побережье Индии подчинялись президенту Ост-Индской компании в Бантаме на Яве. К 1641 году форт Сент-Джордж стал штаб-квартирой компании на Коромандельском побережье.

### Агентство форта Сент-Джордж (1648—1684)
Эндрю Когана сменили Фрэнсис Дэй (1643—1644), Томас Айви (1644—1648) и Томас Гринхилл (1648—1652 и 1655—1658). В конце срока полномочий Гринхилла в 1652 году форт Сент-Джордж был возведен в ранг президентства, независимого от Бантама. Первым президентом стал Аарон Бейкер (1652—1655). Однако, в 1655 году статус форта был понижен до агентства и подчинен фактории в Сурате до 1684 года. В 1658 году контроль над всеми факториями в Бенгалии был передан Мадрасу, когда англичане заняли близлежащую деревню Трипликейн.

### Экспансия (1684—1801)
В 1684 году агентство форта Сент-Джордж опять было повышено до статуса президентства. В том же 1684 году в форте Сент-Джордж появился Чёрный город, где жили «туземцы». Белый город находился внутри стен форта Сент-Джордж, а Чёрный город — за его пределами. Чёрный город позже стал известен как Джорджтаун. В этот период президентство было значительно расширено и достигло масштабов, которые сохранялись до начала XIX века.
В первые годы существования Мадрасского президентства англичане неоднократно подвергались нападениям со стороны моголов, маратхов и навабов Голконды и Карнатики. В сентябре 1774 года, согласно Акту об Индии Питта, принятому парламентом Великобритании для унификации и регулирования управления территориями Ост-Индской компании, президент Мадраса был подчинен генерал-губернатору Индии, который жил в Калькутте. В сентябре 1746 года форт Сент-Джордж был захвачен французами, которые управляли Мадрасом как частью Французской Индии до 1749 года, когда Мадрас был передан обратно британцам по условиям Экс-ла-Шаппельского договора 1748 года.
Остров Цейлон был частью Мадрасского президентства с 1793 по 1798 год, когда ему был присвоен статус отдельной колонии Короны.
В 1801 году наваб Аркота Азим-уд-Даула подписал Карнатикский договор, по которому Карнатский регион перешёл под власть Великобритании.

### Правление Британской Ост-Индской компании (1801—1858)

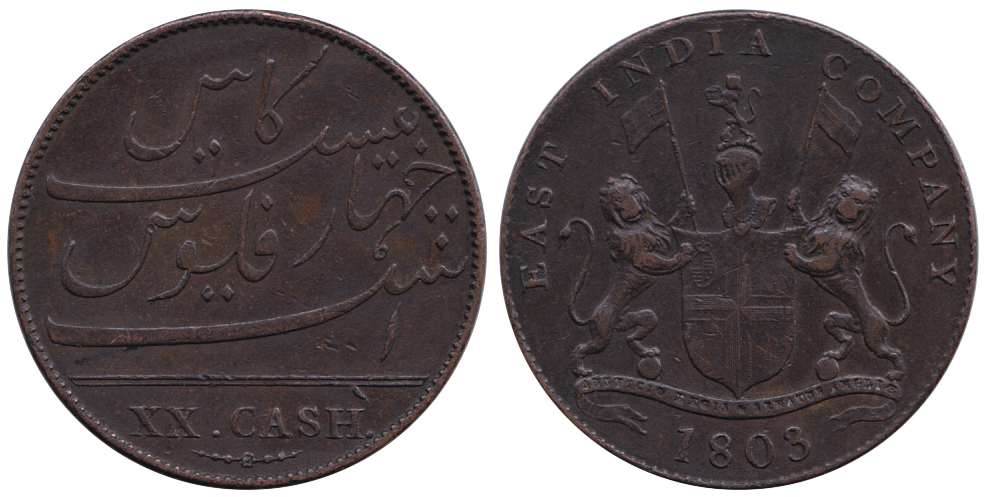
Медная монета 20 кэш 1803 года. Ост-Индская компания, Мадрасское президентство

С 1801 по 1858 год Мадрас входил в состав Британской Индии и находился под управлением Британской Ост-Индской компании. Последняя четверть XVIII века была периодом быстрого территориального расширения. Успешные войны против Типу Султана, Маруту Пандьяра, Велу Тхампи, Полигаров и прибрежных районов острова Цейлон добавили огромные территории земли и способствовали экспоненциальному росту президентства.
Вновь завоеванные области Цейлона стали частью Мадрасского президентства в период с 1793 по 1798 гг. Система вспомогательных союзов, созданная лордом Уэлсли в качестве генерал-губернатора Индии (1798—1805 гг.), также привела к тому, что многие княжеские государства оказались в военном подчинении губернатора форта Сент-Джордж.
Самым крупным королевством в регионе Вишакхапатнама был Джейпор, который в 1777 году был завоеван капитаном Мэтьюсом. Холмистые урочища Ганджам и Вишакхапатнам были последними местами, которые были аннексированы британцами.
В этот период также произошло несколько восстаний, начиная с Веллорского мятежа 1806 года. Восстание Велу Тхамби и Палиатха Ачана, а также Полигарские войны были другими заметными восстаниями против британского правления, но президентство Мадрас осталось относительно спокойным после мятежа Сипаев 1857 года.
Мадрасское президентство аннексировало королевство Майсур в 1831 году по обвинению в плохом управлении и вернуло его Чамарадже Водеяру (1881—1894), внуку и наследнику свергнутого Муммади Кришнараджи Водеяра (1799—1868) в 1881 году. Тханджавур был аннексирован в 1855 году после смерти Шиваджи II (1832—1855), который не оставил наследника мужского пола.

### Британское правление (1858—1947)
См. также: Британское правление в Индии
В 1858 году, согласно условиям Прокламации королевы Виктории, Мадрасское президентство, наряду с остальной частью Британской Индии, перешло под прямое управление британской короны. В период правления губернатора лорда Харриса (1854—1859) были приняты меры по улучшению образования и увеличению представительства индийцев в администрации.
Законодательные полномочия были предоставлены совету губернаторов в соответствии с Законом об индийских советах 1861 г. Совет был реформирован и расширен в соответствии с новыми Законами об индийских советах 1892 и 1909 годов, Законами о правительстве Индии 1919 и 1935 годов. Вембаукум Садагопачарлу (1861-63 гг.) был первым индийцем, назначенным в совет.
В 1877 г. Т. Мутусвами Айер стал первым индийским судьей Высшего суда Мадраса, несмотря на сильную оппозицию со стороны англо-индийских СМИ.
В 1906 году К. Санкаран Наир стал первым индийцем, назначенным генеральным адвокатом президентства Мадрас.
В этот период было построено множество дорог, железных дорог, плотин и каналов. Кроме того, в этот период в Мадрасе дважды происходил голод — Великий голод 1876—1878 гг. и Индийский голод 1896—1897 гг. В результате население президентства впервые сократилось с 31,2 миллиона человек в 1871 году до 30,8 миллиона в 1881 году. Эти голодные годы вызвали недовольство среди населения.

### Движение за независимость Индии
Во второй половине XIX века население Мадрасского президентства переживало национальный подъём. Первая политическая организация в провинции, Ассоциация коренных жителей Мадраса, была основана Газулу Лакшминарасу Четти 26 февраля 1852 года. Однако организация просуществовала недолго.
За Ассоциацией коренных жителей Мадраса последовала «Мадрас Махаджана Сабха», которая была основана 16 мая 1884 года. Из 72 делегатов, принявших участие в первой сессии Индийского национального конгресса в Бомбее в декабре 1885 года, 22 были из Мадрасского президентства. Большинство делегатов были членами Мадрасской махаджана-сабхи. Третья сессия Индийского национального конгресса прошла в Мадрасе в декабре 1887 года и имела огромный успех, на ней присутствовали 362 делегата из провинции. Последующие сессии Индийского национального конгресса проходили в Мадрасе в 1894, 1898, 1903 1908, 1914 и 1927 годах.

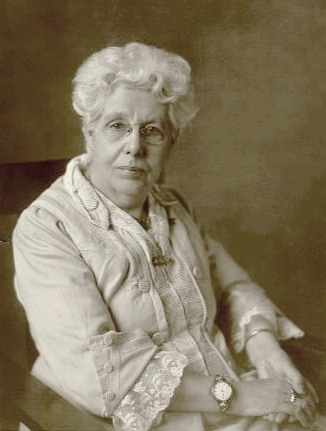
Анни Безант в 1922 году

Елена Блаватская и полковник Г. С. Олкотт перенесли штаб-квартиру Теософского общества в Адьяр в 1882 г. Самой выдающейся фигурой общества была Анни Безант, которая основала Лигу домашнего правления в 1916 г. Движение за домашнее правление было организовано из Мадраса и нашло широкую поддержку в провинции. Националистические газеты, такие как The Hindu, Swadesamitran и Mathrubhumi, активно поддерживали кампанию за независимость. Первый в Индии профсоюз был создан в Мадрасе в 1918 году В. Калянасундарамом и Б. П. Вадиа.

### Финальный период британского правления в Мадрасе
В 1937 году Индийский национальный конгресс впервые был избран к власти в президентстве Мадрас. Чакраварти Раджагопалачари стал первым главным министром президентства от партии Конгресса. Его правление в основном запомнилось тем, что использование хинди стало обязательным в учебных заведениях, что сделало его крайне непопулярным политиком и вызвало широкомасштабные выступления против повышения статуса хинди, которые в некоторых местах привели к насилию. Более 1200 мужчин, женщин и детей были посажены в тюрьму за участие в этих антихиндуязычных выступлениях, а Таламутху и Натарасан погибли во время протестов.
В 1940 году министры Конгресса подали в отставку в знак протеста против объявления правительством Индии войны Германии без их согласия. Губернатор Мадраса сэр Артур Хоуп возглавил администрацию, и непопулярный закон был отменен им 21 февраля 1940 года.
Большинство руководителей Конгресса и бывших министров были арестованы в 1942 году за участие в движении «Вон из Индии!». В 1944 году Перияр переименовал Партию справедливости в Дравидар Каджагам и вывел её из избирательной политики.
После окончания Второй мировой войны Индийский национальный конгресс вновь вошёл в политику и в отсутствие серьёзной оппозиции легко победил на выборах 1946 года. Тангутури Пракасам был избран главным министром при поддержке Камараджа и проработал на этом посту одиннадцать месяцев. Его сменил О. П. Рамасвами Реддияр, который стал первым главным министром штата Мадрас, когда Индия обрела независимость 15 августа 1947 года.
26 января 1950 г. президентство Мадрас стало штатом Мадрас в независимой Индии. Вскоре, в 1953 году, из бывшего Мадрасского президентства был выделен телугуязычный штат Андхра.

## Население
По данным переписи 1822 года население президентства составило 13 476 923 человек, по данным на 1836—1837 гг. этот показатель был 13 967 395 человек. Данные переписи 1871 года сообщают о населении 31 220 973 человек, а данные последней в Британской Индии переписи 1941 года называют цифру 49 341 810 человек.
На момент индийской независимости около 78 % населения президентства говорили на тамильском и телугу, остальные — на малаялам, каннада, тулу, ория и др. Преобладающей религией был индуизм (около 88 % населения президентства).

## Языки
В Мадрасском президентстве говорили на тамильском, телугу, малаялам, каннада, одиа, тулу и английском языках.
На тамильском языке говорили в южных районах президентства от нескольких миль к северу от города Мадрас до западных холмов Нилгири и Западных Гат.
Языки Мадрасского президенстства по переписи 1901 года
 тамильский язык (39,74 %) телугу (37,36 %) малаялам (7,49 %) каннада (3,97 %) ория (4,74 %) урду (2,3 %) другие языки (4,4 %)
На телугу говорили в районах к северу от города Мадрас и к востоку от районов Беллари и Анантапур.
В районе Южная Канара, западной части районов Беллари и Анантапур и в некоторых районах Малабара говорили на каннада.
На малаялам говорили в округах Малабар и Южная Канара и в княжеских штатах Траванкор и Кочин, а на тулу — в Южной Канаре.
На ория говорили в некоторых районах тогдашних Ганджама и Визагапатама.
На английском говорили англо-индийцы и евразийцы. Он также был связующим языком президентства и официальным языком Британской Индии, на котором проводились все правительственные процедуры и судебные слушания.
Согласно переписи 1871 года, на тамильском языке говорили 14 715 000 человек, на телугу — 11 610 000 человек, на малаялам — 2 324 000 человек, на канаресском или каннада — 1 699 000 человек, на ория — 640 000 человек и на тулу — 29 400 человек. По данным переписи 1901 года, 15 182 957 человек говорили на тамильском языке, 14 276 509 — на телугу, 2 861 297 — на малаялам, 1 518 579 — на каннада, 1 809 314 — на ория, 880 145 — на хиндустхани/урду и 1 680 635 — на других языках.
На момент провозглашения независимости Индии носители тамильского и телугу составляли более 78 % всего населения президентства, остальную часть составляли носители каннада, малаялам и тулу.

## Религия
В 1901 году население распределялось следующим образом: индусы (37 026 471), мусульмане (2 732 931) и христиане (1 934 480). К моменту обретения Индией независимости в 1947 году население Мадраса составляло 49 799 822 индусов, 3 896 452 мусульман и 2 047 478 христиан.
Индуизм был преобладающей религией во время Мадрасского президентства, его исповедовали около 88 % населения.